# يفغينيا لينيتسكايا
يفغينيا لينيتسكايا (بالعبرية: יבגניה לינצקיה‏) مواليد 30 نوفمبر 1986 في موسكو، هي لاعبة كرة مضرب إسرائيلية بدأت مسيرتها كمحترفة سنة 2001 تلعب باليد اليمنى. أعلى تصنيف لها في الفردي كان المركز الـ 35 في سنة 2005.

## روابط خارجية
- يفغينيا لينيتسكايا على موقع رابطة محترفات التنس (الإنجليزية)
- يفغينيا لينيتسكايا على موقع الاتحاد الدولي لكرة المضرب (الإنجليزية)
- يفغينيا لينيتسكايا على موقع خلاصة التنس.كوم (الإنجليزية)
- يفغينيا لينيتسكايا على موقع إي إس بي إن.كوم (الإنجليزية)